# Хасапико
Хасапико или Хасапикос, известен и като Месарският танц, е танц и вид песен на гърците от Мала Азия, Македония и Константинопол.
Неговите корени се връщат към византийския период, когато е бил танцова имитация на бой с мечове от гилдията на гръцките месари в Македония и Константинопол. Първият ред държи ножове, пръчки и камшици, докато вторият няма оръжия. Името идва от турската дума kasap, което означава касапин, докато съответното гръцко име на танца във византийския период е μακελαρίκος. След това терминът започва да обозначава само касапин.
Формите на този танц са били известни от по-ранни години в няколко части на гръцката или гръкоговорещата християнска област, но най-вече в Константинопол и по-широкия му регион. Мъжки танц, сега танцуван в права линия предимно от мъже (рядко от жени). В миналото, за да се танцува касапско хоро, е трябвало да се облече траяска с вдигната козирка, като се прави една и съща стъпка, сякаш всички са едно тяло. Стъпките и описанието наподобяват изброяването на ритуални движения в опит да се свърже танцът с древността, с маниера на поза и тактическо движение, в армията на Александър Велики или представянето на позите на неговите воини. По време на турското владичество са танцували специфичния гръцки танц основно палачите, еничарите и арнаутидите, затова се е наричал още арнаутико, г-жа Елизабет Ломака-Сениер (майка на френския поет Андре Сениер) го смята за древен танц (който символизира кампанията на Александър срещу Дариус). Прави се препратка към писмата на мадам Сениер (Елизабет Санти-Лумаки) през втората половина на XVIII век, която нарича танца арнаутико (конкретно описан като танц, който се танцува в Константинопол главно на Великденските дни), която се танцува от гръцките касапи от Полис, палачите на Византия през византийския период. Има много видове „месар“, разделени в 2 основни категории: бавен и бърз.
Месарският танц е в основата на сиртаки (популяризиран от книгата и филма за Алексис Зорбас и така в чужбина се смята за един от най-представителните гръцки танци).
Днес се среща в 4 форми: χασάπικο, χασαποσέρβικο, χασάπικο βαρύ/αργό και «πολίτικο»/«ταταυλιανό».